# Live Live in Paris
Live Live in Paris è il secondo live album della rock band svedese Backyard Babies. È stato registrato il 6 maggio 2004 in occasione della data a La maroquinerie di Parigi.

## Tracce
1. L'Intro
2. Look At You
3. Earn The Crown
4. Payback
5. Heaven 2.9
6. Powderhead
7. A Song For The Outcast
8. The Clash
9. One Sound
10. Made Me Madman
11. U.F.O. Romeo
12. Year By Year
13. Highlights
14. Star War
15. Brand New Hate
16. Minus Celsius